# Evangelisch-Lutherische Kirche zum Heiligen Kreuz (Valparaíso)
Die Evangelisch-Lutherische Kirche zum Heiligen Kreuz ist ein lutherisches Gotteshaus in der chilenischen Hafenstadt Valparaíso auf dem Hügel Concepción. Es wurde am 1. Januar 1898 eingeweiht und war die erste protestantische Kirche in Chile und ganz Südamerika, die mit einem Glockenturm gebaut wurde. Die Kirche ist Teil des Gebiets, das von der UNESCO zum Weltkulturerbe erklärt wurde.  Die Gemeinde gehört zur Lutherischen Kirche in Chile (ILCH) und ist neben der Dreifaltigkeitskirche von Viña del Mar eine der beiden dieser Kirche in der Region Valparaíso.

## Geschichte

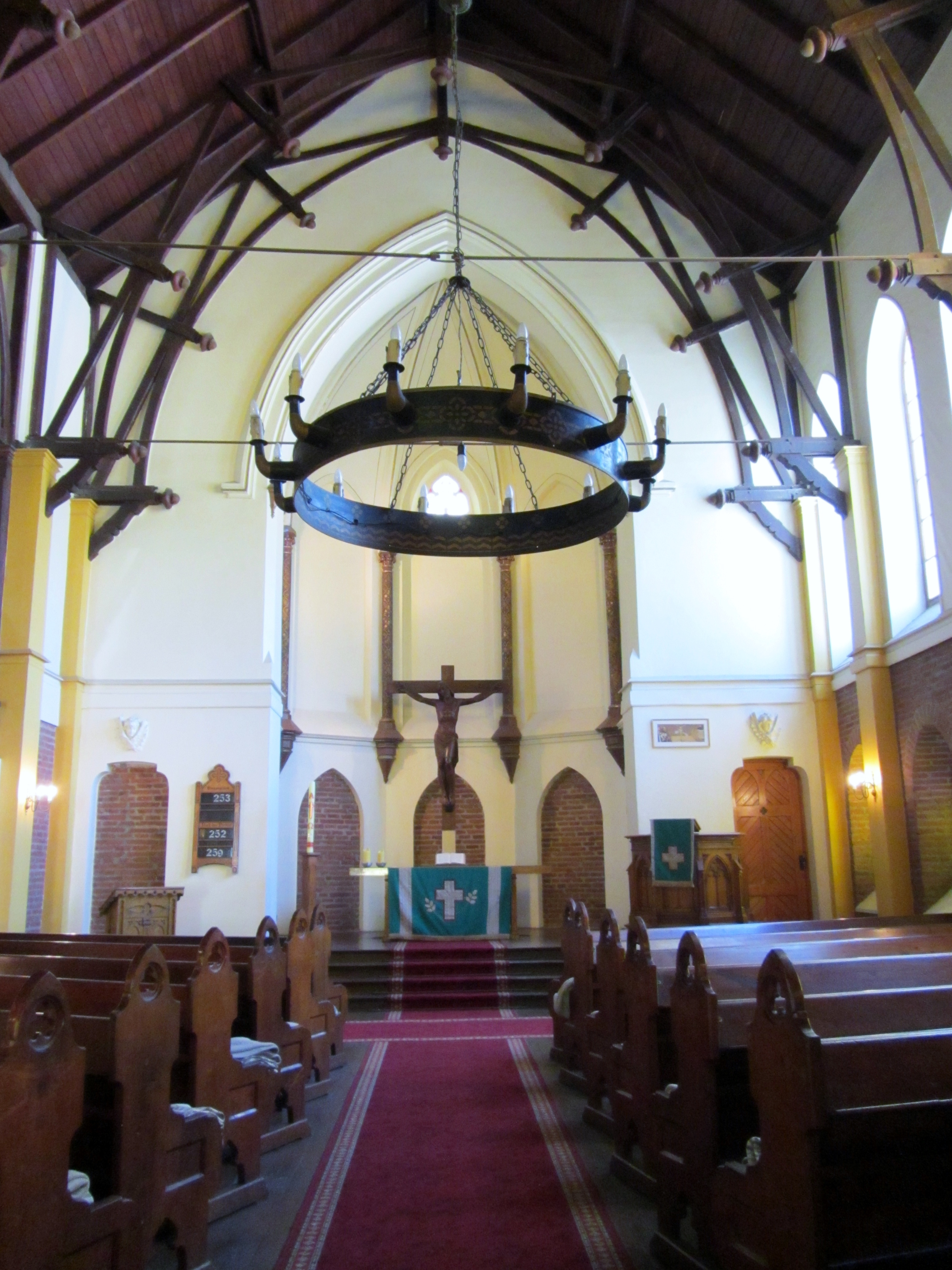
Innenraum

Aufgrund der Ankunft von Einwanderern und Seeleuten deutschsprachiger und evangelischer Herkunft in der Hafenstadt wurde eine Kirchengemeinde notwendig, die sie zusammenbringen konnte. Im Mai 1865 feierte Pfarrer Alfred Tyska den ersten lutherischen Gottesdienst in der Stadt. Zu dieser Zeit war die  römisch-katholische Kirche Staatskirche und es bestanden Beschränkungen für andere Kirchen, wie zum Beispiel das Verbot, Glockentürme an protestantischen Kirchen zu errichten und sie als „Häuser des Gebets“ zu bezeichnen. Aus demselben Grund erhielt die lutherische Kirche 1897 die Genehmigung der Behörden, ihre Kirche zu bauen, wie zuvor die anglikanische Kirche, aber beide protestantischen Kirchen mussten auf den Hügeln bauen und nicht im flachen Teil der Stadt in Küstennähe, dem am stärksten urbanisierten Gebiet, damals „privilegiert“ für römisch-katholische Kirchen. So begannen am 7. Februar 1897 die Bauarbeiten für die Kirche. Der architektonische Entwurf stammt von den Gebrüdern Biederhäuser, die Leitung hatte Pfarrer Theodor Schmidt.
Die Orgel wurde 1884 von der englischen Firma Foster & Andrews gebaut und gehörte ursprünglich zur anglikanischen Kirche der Stadt. Zunächst im romantischen Stil gestaltet, wurde sie 1974 nach dem Vorbild norddeutscher Barockorgeln umgestaltet.
Während des Erdbebens von Valparaíso im Jahr 1906 erlitt die Kirche schwere Schäden. Sie wurde mit Spenden der in Chile lebenden deutschen Minderheit und des Deutschen Kaiserreichs wiederaufgebaut. Anschließend wurde das Gebäude durch weitere schwere Erdbeben beschädigt, beispielsweise durch das Erdbeben von 1965 in La Ligua und das Erdbeben von 2010. Nach achtmonatiger Restaurierung wurde sie im August 2011 unter dem Vorsitz des Pfarrers der Kirche, Rodolfo Olivera Obermöller, und im Beisein des Bürgermeisters von Valparaíso, Jorge Castro, feierlich wiedereröffnet.